# Sylvain Calzati
Sylvain Calzati (Lyon, 1 de julio de 1979) es un ciclista francés que fue profesional desde 2003 hasta 2011.
Sus únicas victorias fueron el Tour del Porvenir y una etapa del Tour de Francia 2006.

## Palmarés
2004
- Tour del Porvenir

2006
- 1 etapa del Tour de Francia

## Resultados en Grandes Vueltas y Campeonatos del Mundo
| Carrera         | Carrera         | 2003 | 2004 | 2005 | 2006 | 2007 | 2008 | 2009 | 2010 | 2011 |
| --------------- | --------------- | ---- | ---- | ---- | ---- | ---- | ---- | ---- | ---- | ---- |
|                 | Giro de Italia  | ―    | ―    | ―    | 79.º | ―    | ―    | ―    | ―    | ―    |
|                 | Tour de Francia | ―    | 71.º | Ab.  | 33.º | Ab.  | ―    | 55.º | ―    | ―    |
|                 | Vuelta a España | ―    | ―    | ―    | ―    | ―    | ―    | ―    | ―    | ―    |
| Mundial en Ruta | Mundial en Ruta | ―    | Ab.  | ―    | 94.º | ―    | ―    | ―    | ―    | ―    |

―: no participa

Ab.: abandono